# Pokrštavanje Litve
Pokrštavanje Litve (lit. Lietuvos krikštas) dogodilo se za vrijeme Velikog Vojvodstva Litve u vrijeme pape Urbana VI. od 1387. do 1388. Litva je posljednja zemlja u Europi u koju je stiglo kršćanstvo. Prvi biskup Vilniusa bio je Andrew Jastrzębiec, u vrijeme kralja Vladislava II. Jagelovića.
Pokrštavanje se provelo 1387. – 1388. samo u Aukštaitiji; 1388. godine u biskupiji Vilnius, a u Samogitiji četvrt stoljeća kasnije, 1413. godine.

## Povijesna pozadina krštenje
U 14. stoljeću, Veliko Vojvodstvo Litve bila je jedina ne-kršćanska zemlja u Europi. Za vrijeme vladavine Jagelovića bila je poganska država samo na području Litve, koja je činilo oko 10% ukupnoga teritorija, a u ostatku zemlje došlo je kršćanstvo preko Kijevske Rusi 988. godine. Sam vladar krstio se po rođenju, a njegova majka bila je ruska princeza Julijana, koja je krštena u pravoslavnoj crkvi.
Činjenicu da je Litva bila poganska koristili su susjedi teutonski vitezovi kao povod za napad na tu zemlju. Litva je ušao u sukob i s Poljskom (Poljski-litvanski rat). Posljedice rata bile su tako teške da se litvanski vladar odlučio na pokrštavanje Litve.